# Rio Cacheu
Der Rio Cacheu – auch Rio Farim genannt – ist ein Fluss im Norden Guinea-Bissaus. Er ist Hauptfluss eines in den Atlantik mündenden Flusssystems.

## Verlauf
Das mündungsfernste Ende des Quellgebiets für den Rio Cacheu ist nach den Orohydrografischen Gegebenheiten in der Region Bafatá rund 20 Kilometer nördlich von Contuboel auf etwa 60 m zu finden. Er beginnt seinen Lauf mit allgemeiner Fließrichtung nach Westen zum Atlantik hin als Intermittierendes Gewässer, dessen Bett sich nur in der Regenzeit mit Wasser füllt. Erst 45 Kilometer weiter westlich, nach der Aufnahme diverser Nebenflüsse und 22 Kilometer östlich von Farim, ist nach den Satellitenbildern von einer dauernden Wasserführung auszugehen. Er verläuft dabei mit etwa zehn bis zwanzig Kilometer Abstand südlich der Grenze zu Senegal und bildet den Grenzfluss zwischen den Verwaltungssektoren Farim, Bigéne und São Domingos am Nordufer sowie den Verwaltungssektoren Mansabá, Bissorã  und Cacheu am Südufer.
Der Rio Cacheu ist ein sehr langsam fließender, flacher Fluss mit geringem Gefälle und tritt in Regenzeiten weit über die Ufer. Ab 90 Kilometer östlich der Mündung in Höhe des Ortes Bigéne hat er schon fast Meereshöhe erreicht. Ab hier macht sich die Gezeitenströmung bemerkbar. Die Uferzone wird von einem Mangrovensystem begleitet, das sich zur Mündung hin immer weiter verzweigt. Das Flussbett weist von hier ab Merkmale einer Trichtermündung auf. In Höhe der Stadt Cacheu, 25 Kilometer vor der Mündung, ist das Flussbett bereits auf 1900 Meter Breite ausgewaschen. Nach 257 Flusskilometern erreicht der Rio Cacheu auf 4000 Meter Breite eine zwölf Kilometer breite Mündungsbucht. Einige Bolongs reichen kilometerweit in das Landesinnere, sodass etwa die Stadt São Domingos über den Rio Grande de São Domingos, der zwölfeinhalb Kilometer südlich der Stadt gegenüber von Cacheu vom Hauptstrom abzweigt und sich durch die Mangrovenwälder schlängelt, einen Hafen hat.

## Verkehr
Für große Schiffe (2000 t) ist der Fluss gut 97 Kilometer ins Inland schiffbar, für kleinere Schiffe etwa 200 Kilometer bis zur Stadt Farim. Die Schiffbarkeit macht den Rio Cacheu zu einem der wichtigsten Transportwege ins Innere Guinea-Bissaus.

## Ökologie
Die weiträumigen amphibischen und mit Mangroven bestandenen Uferzonen am Unterlauf des Flusses sind seit dem Jahr 2000 als Naturpark Parque Natural dos Tarrafes do Rio Cacheu unter Schutz gestellt. An schützenswerten Tierarten seien genannt Delfine (Tursiops truncatus sowie Sousa teuszii), Nilpferde (Hippopotamus amphibius), Seekühe (Trichechus senegalensis), Buschböcke (Tragelaphus scriptus) und Grünmeerkatzen (Cercopithecus aethiops). Auch Krokodile (Crocodylus niloticus sowie Osteolaemus tetraspis) sind dort zu finden.